# Vrijdag
Pour plus de détails, voir Fiche technique et Distribution.
Vrijdag est un film belge réalisé par Hugo Claus, sorti en 1980.

## Synopsis
Georges est libéré de prison après avoir été condamné pour inceste sur sa fille. De retour chez lui, il découvre que sa femme a eu un enfant avec son meilleur ami.

## Fiche technique
- Titre : Vrijdag
- Réalisation : Hugo Claus
- Scénario : Hugo Claus d'après sa pièce de théâtre
- Musique : Rogier van Otterloo
- Photographie : Ricardo Aronovitch
- Montage : Susana Rossberg
- Production : J. E. Lauwers
- Société de production : Cinécentrum, Concept, Elan Film et Kunst en Kino
- Pays :  Belgique et  Pays-Bas
- Genre : Drame
- Durée : 96 minutes
- Dates de sortie : 
  -  Belgique : 11 décembre 1980
  -  Pays-Bas : 29 avril 1981

## Distribution
- Frank Aendenboom : Georges
- Kitty Courbois : Jeanne
- Herbert Flack : Erik
- Hilde Van Mieghem : Christiane
- Hugo Van Den Berghe : Jules
- Theo Daese : Alex
- Ann Petersen : Moeder van Erik
- Karin Jacobs : Solange
- Mimi Kok : la veuve de Charles

## Distinctions
Le film a été présenté en sélection officielle en compétition lors de Berlinale 1981,.